# 松柏村
松柏村（しょうはくむら）は、愛媛県の東予地方の宇摩郡にあった村。
1944年（昭和19年）に中曾根村、中之庄村、三島町、松柏村の1町3村の合併で三島町となり、いったんは消滅した。その後、1950年（昭和25年）に三島町から分立。1954年（昭和29年）11月1日に三島町、松柏村、寒川町、豊岡村、富郷村、金砂村の2町4村の合併で市制施行し伊予三島市となり、自治体としては消滅した。なお、東隣の妻鳥村ほかも同日付けで新設合併、市制施行し川之江市となった。その後、伊予三島市は平成の大合併で四国中央市となり、現在に至る。現在の四国中央市の北部。燧灘に面する。現在は大小の製紙工場の集積する工場地帯となっている。

## 地理
北を燧灘に面する漁村であった。その後、当地域における製紙産業の成長により、西に隣接する三島村とともに埋立を重ね、工業都市として発展を遂げた。南は法皇山脈に接するが、麓から海岸線との間は約2キロメートルと、山が海に迫る地形となっている。
村名の由来
合併前の旧村の名を合成した合成地名。なお、旧村の「上柏」「下柏」の元になった柏の木が国指定の天然記念物「下柏の大柏」として現存している（現在の四国中央市下柏1440番地）。

## 歴史

### 略史
江戸時代
めまぐるしく変遷を遂げているが、南方の四国山中に発見された別子銅山の運営の関係によるものである。
- はじめ松山藩領
- 1636年（寛永13年）　一柳氏領
- 1643年（寛永20年）　幕府領、松山藩預かり
- 1677年（延宝5年）　松山藩預かり地を廃止、幕府直轄。川之江代官所の管理下におかれる。
- 1698年（元禄11年）　今治藩領。三島陣屋の管理下におかれる。

明治以降
- 1870年（明治3年）　この頃水引の技術が導入
- 1902年（明治35年）　松柏尋常小学校開設

### 村の沿革
- 1889年（明治22年）12月15日 - 町村制施行に伴い、上柏（かみがしわ）村、下柏（しもがしわ）村及び村松（むらまつ）村の区域をもって、宇摩郡松柏村（しょうはくむら）が発足する。役場を大字村松におく。
- 1944年（昭和19年）4月1日 - 三島町、中曾根村、中之庄村及び松柏村が合併し、改めて三島町が発足する。
- 1950年（昭和25年）10月1日 -三島町の区域から分立し、松柏村が発足する。役場を上柏におく。
- 1954年（昭和29年）11月1日 -三島町、松柏村、寒川町、豊岡村、富郷村及び金砂村が合併し、伊予三島市が発足する。

```
松柏村の系譜
（町村制実施以前の村）　（明治期）　　　　　　　　　（昭和の合併）　（平成の合併）
　　　　　　　　　　　　町村制施行時　　　　　　　
　　　　　　　　　　　　　　　　あ　　　い　う　　　　　昭和29年11月1日　
　　　　　　　　　　　三島村━━三島町━┳━┳━━━━┓合併・市制施行
　　　　　　　　　　　　　　　　　　　　┃　┃　　　　┣伊予三島市━┓
　　　　　　　　　　　中曽根村━━━━━┫　┃　　　　┃　　　　　　┃
　　　　　　　　　　　中之庄村━━━━━┫　┃　　　　┃　　　　　　┃
上柏　━━━━┓　　　　　　　　　　　　┃　┃　　　　┃　　　　　　┃　　　　　　
下柏　━━━━┣━━━松柏村━━━━━━┛　┗松柏村━┫　　　　　　┃
村松　━━━━┛　　　　　　　　　　　　　　　　　　　┃　　　　　　┃　
　　　　　　　　　　　豊岡村━━━━━━━━━━━━━┫　　　　　　┃
　　　　　　　　　　　　　　　　　　　　　　え　　　　┃　　　　　　┃
　　　　　　　　　　　寒川村━━━━━━━━寒川町━━┫　　　　　　┃
　　　　　　　　　　　金砂村━━━━━━━━━━━━━┫　　　　　　┃
　　　　　　　　　　　富郷村━━━━━━━━━━━━━┛　　　　　　┃
　　　　　　　　　　　　　　　　　　　　　　　　　　　　　　　　　　┃平成16年4月1日
　　　　　　　　　　　　　　　　　　　　　　　　　　　　　　　　　　┃新設合併
　　　　　　　　　　　　　　　　　　　　　　　　　　　　　　　　　　┣四国中央市
　　　　　　　　　　　　　　　　　　　　　川之江市━━━━━━━━━┫
　　　　　　　　　　　　　　　　　　　　　新宮村━━━━━━━━━━┫
　　　　　　　　　　　　　　　　　　　　　土居町━━━━━━━━━━┛
　　　　　　　　　　　　　　　　　　　　　　　　　
あ – 明治31年11月21日 三島村が町制施行、三島町に
い – 昭和19年4月1日 三島町、中曽根町、中之庄、松柏村が合併し三島町に
う – 昭和25年10月1日 三島町から松柏村が分立
え – 昭和27年6月1日 寒川村が町制施行し寒川町に

（注記）松柏村以外の合併以前の系譜はそれぞれの市町村の記事を参照のこと。

```

## 地域
合併成立前の旧3か村がそのまま大字となった。
上柏（かみがしわ）、下柏（しもがしわ）、村松（むらまつ）
昭和の合併により伊予三島市となってからも継承。
平成の合併により四国中央市になってからも同様。
例 四国中央市上柏町

## 学校
- 松柏尋常小学校（現在の四国中央市立松柏小学校）

## 産業
古くから製紙産業が発達し、現在、四国有数の工業出荷額となっている製紙産業の中枢部となっている。また、村松地区には明治3年頃水引の技術が導入され、伝統工芸として独自の手こぎの技術を継承し、また近代的なセンスも加味し、東隣の川之江市妻鳥地区とともに全国有数の産地となっている。

## 交通
国鉄予讃本線が東西に横断している。最寄駅　伊予三島駅。
これにほぼ並行して国道11号が東西に走る。
現在は臨海部は三島川之江港の一部となっている。

## 名所
- 村松大師堂
- 下柏の大柏
- 関行男の墓